# Bèo hoa dâu
Bèo hoa dâu là tên gọi chung của một họ (Azollaceae) độc chi (Azolla) chứa 7 loài thực vật sống trên mặt nước của các ao, hồ nước ngọt, có lá nhỏ hình xuyến màu xanh lá cây. Rễ của loài này luôn ngâm trong nước. Chúng cộng sinh với vi khuẩn lam Anabaena azollae, để chuyển hóa nitơ từ không khí. Bèo hoa dâu được dùng ở một số nơi làm thức ăn cho lợn. Nhờ khả năng chuyển hóa nitơ, bèo hoa dâu đã tạo nên một cách mạng nông nghiệp cho trồng lúa nước ở châu Á. Khi ruộng lúa ngập nước, bèo hoa dâu được phát triển để thu nitơ. Khi ruộng lúa cạn, bèo chết để lại nguồn phân đạm tự nhiên (là loại phân xanh).
Bèo hoa dâu là loài thực vật đầu tiên được con người mang vào vũ trụ (do Phạm Tuân đem theo để thí nghiệm khi lên vũ trụ. Nó có thể là 1 thực phẩm trong vũ trụ ở tương lai bởi vì bèo hoa dâu chỉ cần nước và không khí để tạo ra chất đạm (loại dưỡng chất cần thiết trong cuộc sống). Ứng dụng của bèo trong đời sống là khá phổ biến. 

## Hình ảnh

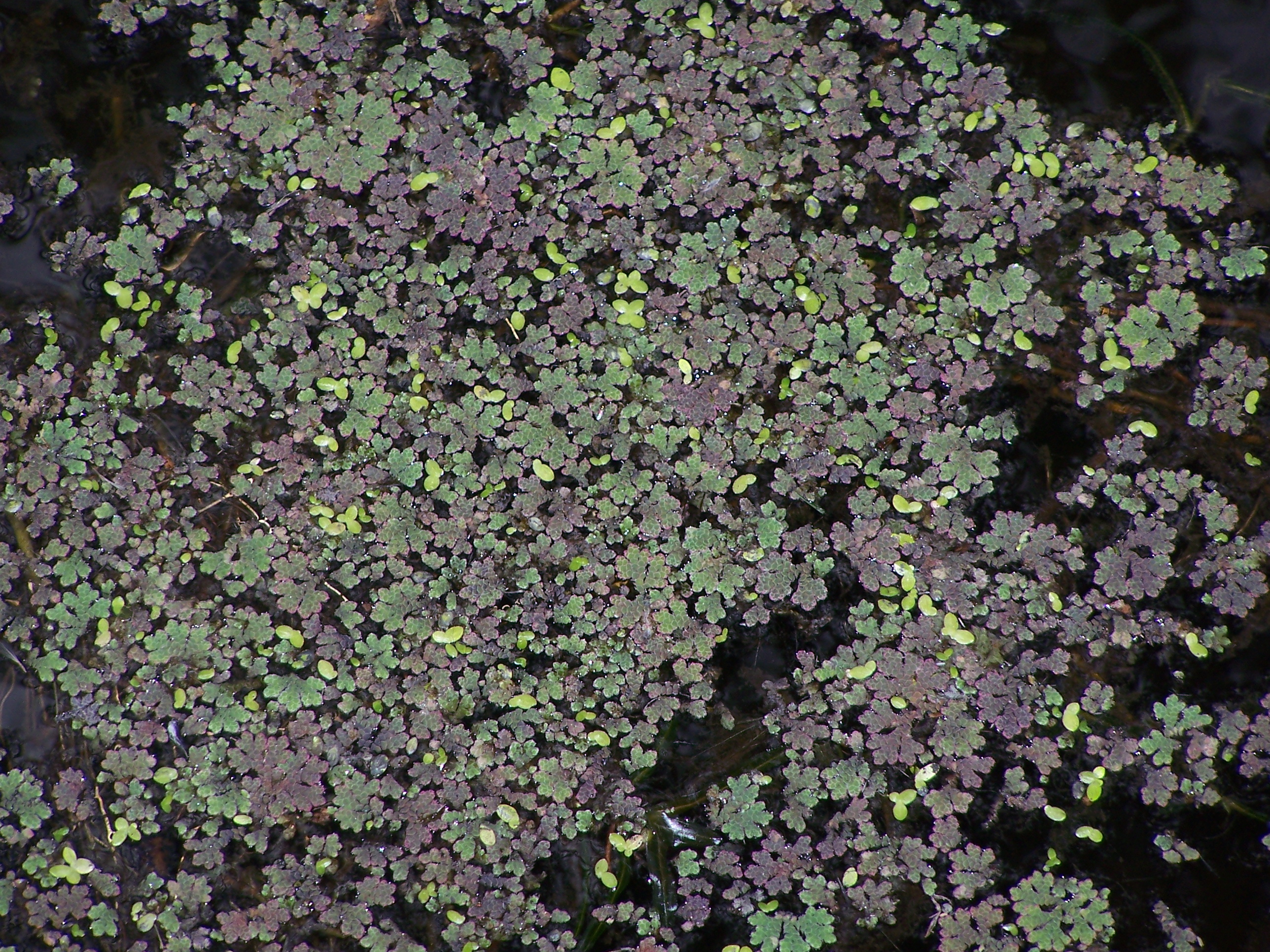
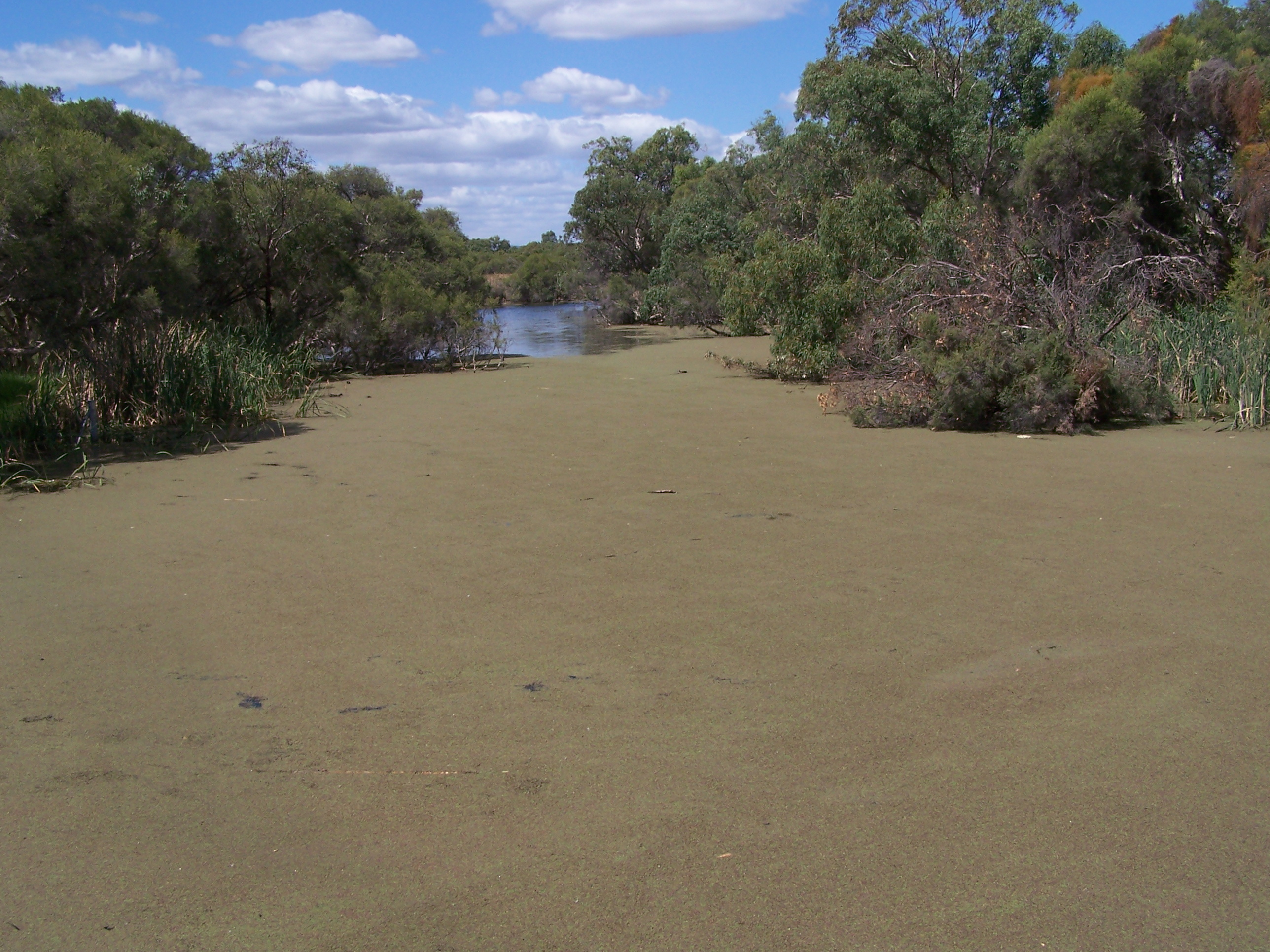
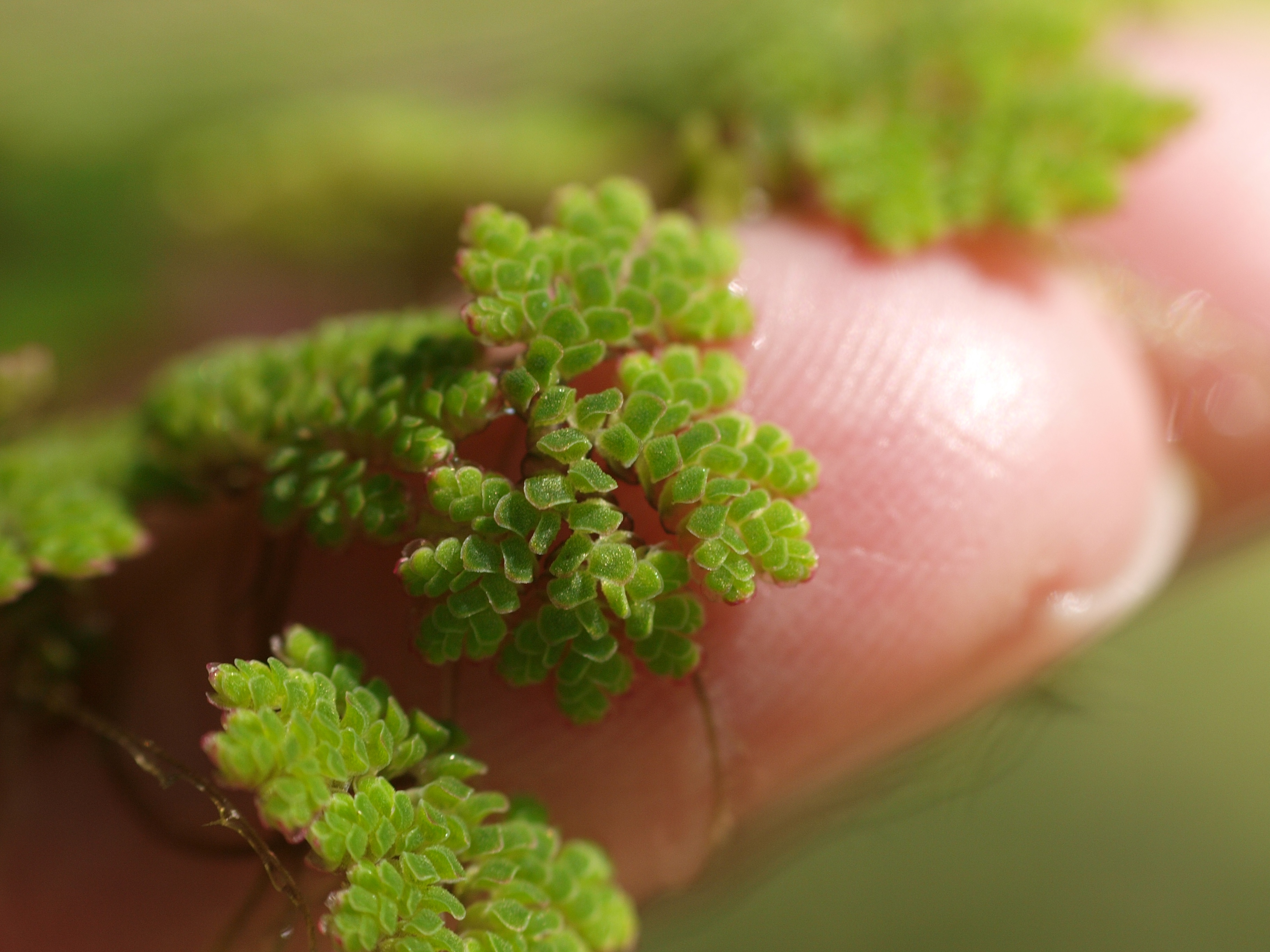